# Pallavolo ai X Giochi del Mediterraneo - Torneo maschile
L'torneo maschile di pallavolo ai X Giochi del Mediterraneo si è svolto nel 1987 a Laodicea, in Siria, durante i X Giochi del Mediterraneo. Al torneo hanno partecipato 8 squadre nazionali di stati che si affacciano sul Mar Mediterraneo e la vittoria finale è andata per la prima volta alla Spagna.

## Classifica finale
| Classifica | Squadre |
| ---------- | ------- |
|            | Spagna  |
|            | Turchia |
|            | Italia  |
| 4          | Siria   |
| 5          | Tunisia |
| 6          | Grecia  |
| 7          | Libia   |
| 8          | Cipro   |